# Julia Elena Fortún
Julia Elena Fortún (Sucre, Bolívia; 9 d'octubre de 1929) resideix en La Paz des de la seva joventut. És mestra d'estat, historiadora, antropòloga i entomusicóloga, pionera en aquest camp al seu país.
Va estudiar música en l'Acadèmia Eduardo Berdecio i posteriorment en el Conservatori Nacional de Música a la ciutat de la Paz. És llicenciada en antropologia a Buenos Aires, Argentina i té un doctorat en història primitiva de la Universitat Central de Madrid, Espanya, on també va assistir al Conservatori Real.
Fortún va obtenir diversos assoliments internacionals en benefici del país com ser: el desgravamen total de les exportacions d'artesanies per a països en procés de desenvolupament (Bolívia, Equador), en la III UNTAD, la Declaració de Potosí com a Ciutat Monumental d'Amèrica (Resolució n. 12 de la Conferència Intergovernamental de Polítiques Culturals), que assigna a la Secretaria General d'UNESCO la funció de centralitzar fons internacionals en acció de salvament i la Inserció del folklore –creació anònima i tradicional– en la Llei Tipus de Dret d'Autor, substituint el concepte de domini públic pel de propietat dels Estats d'on són originàries les expressions, per evitar l'apropiació indeguda tant interna com a externa.
Julia Elena Fortún, també pionera en Gestió Cultural, va crear més de trenta institucions, organismes i programes culturals en benefici del país, el seu patrimoni, els seus científics i els seus artistes, com, l'Institut Nacional d'Estudis Lingüístics (INEL), l'Institut Bolivià de Cultura (IBC), 55 Cases de Cultura camperoles i mineres (aplicant la política intercultural), el Ballet Folklòric Nacional, el Museu Nacional d'Art Popular (avui MUSEF), i els Tallers Nacionals de Teatre, entre d'altres.
Agregada Cultural de l'Ambaixada de Bolívia a Mèxic (1954-1956). Va treballar per tres anys com a arqueòloga de camp en Tiwanaku, descobrint, al costat de Carlos Ponce, el monòlit Ponce. Directora General de Cultura del Ministeri d'Educació (1961). Declarada Dona de les Amèriques per la Unió de Dones Americanes, amb seu a Nova York (1964). Premi Nacional de Cultura donat per l'Estat bolivià (1989).

## Obra

### Publicacions
- Música indígena de Bolívia (1947).
- El Dr. Mariano Serrano i la nostra nacionalitat, Societat Geogràfica, Sucre, (1947).
- Nostra música folklòrica (1948).
- “Iniciació Musical en els Nens”, Escola Nacional de Mestres (1948).
- “Cobles a la Verge de Guadalupe”, Societat Filharmònica de Sucre (1948).
- “Contes Musicals per al Teatre Infantil” (Àlbum; Escola Nacional de Mestres (1949).
- “Jocs Musicals”, Àlbum, Escola Nacional de Mestres (1949).
- “Les Festes de Nadal a Bolívia”, Institut Bernardino de Sehagún, Madrid (1952).
- “Antologia de Nadal”, Alcaldia Municipal, La Pau (1956).
- “El Nadal a Bolívia”, Min. d'Educació, La Pau (1956).
- Manual per a la recol·lecció de material folklòric (1957).
- La Dansa dels diables (1961).
- “Artesania Popular”, Arxius del Folklore Bolivià (1961).
- “Música Folklòrica Boliviana”, Council Fol. Music, Londres (1961).
- “Anotacions per a l'estudi de la Música Colonial a Bolívia”, La Pau (1963).
- “Acció Intercultural”, Revista Ethnos, Bonn (1968).
- “Revista Infantil Kantuta”, Min. d'Educació (1968).
- “Qüestionari Folklòric per al Magisteri Nacional”, La Pau (1970).
- “Aerófonos Prehispánicos Andins”, Llima (1970).
- “Sistema de Classificació de Danses Folklòriques Americanes”, Congrés de Americanistas”, Llima (1971).
- “Nou Enfocament de l'Indigenisme”, Institut Indigenista Interamericano, Mèxic (1971).
- “Al marge del Castellà”, Institut Car i Corb, Bogotà (1972).
- “La Dona Aymara”, Institut Indigenista Interamericano (1972).
- “Actual Problemàtica del Folklore a Llatinoamèrica”, (denúncia internacional sobre apropiació indeguda del patrimoni folklòric presentada a Kingston (1973).
- “Educació i Desenvolupament Rural”, Institut Indigenista Interamericà, Col·lecció Breviaris, Mèxic (1974).
- “Folklore i Artesania”, Institut Bolivià de Cultura (1976).
- “Panorama del Folklore Nacional”, a Bolívia Màgica (1976).
- “Coexistència Cultural Integrativa”, Alcaldia Municipal, La Pau (1977).
- “Política Cultural Boliviana” Institut Bolivià de Cultura (1977).
- “Pioners de l'Educació Bilingüe a Bolívia”, Presència (1984).
- “Protecció dels Patrimonis Folklòrics”, Presència (1985).
- “Desenvolupament i Dinamització Cultural”, Presència (1985).
- “Manual de Cuina – Menjades de la ciutat de la Pau al segle XIX”, La Pau (1987).
- “Reeducació Alimentària per a l'Àrea Rural”, Min. d'Educació, La Pau (1989).
- “Art i saó en la cuina de Julia Elena”, llibre de cuina publicat en La Pau (2004).

### Treballs de recerca
- Recopilació exhaustiva i anàlisi etnomusicóleg de les Cobles a la Verge de Guadalupe (Sucre, 1984).
- Recopilació dels repertoris folklòrics de totes les estudiantinas tradicionals de la ciutat de Sucre.
- Descobriment i fitxatge dels manuscrits de música colonial del Convent de Sant Felip Neri i de la Catedral de Sucre (1948). Per gestions personals van ser adquirits per UNESCO per a l'Arxiu Nacional de Bolívia, el que amb aquestes aportacions es converteix en el més gran repositori americà de música colonial (1984).
- Recopilació i estudi del repertori nadalenc de la ciutat de Sucre (històric i actual, 280 nadales).
- Recerques de camp al Centre d'Excavacions Arqueològiques de Tiwanaku (tres anys). Poden citar-se entre els descobriments personals: el deixant lític n. 8 (monòlit Ponce) que es troba al centre de Kalasasaya i el cementiri Mollugontu. Va realitzar el registre de la cerimònia de la “Ch’alla” prehispánica, amb ubicació mil·limètrica, de pautes alimentàries, etc.
- Recerca, per enquesta directa, a colonitzadors espontanis d'Alt Beni i Chapare, amb els auspicis de USAID Bolívia (1961).
- Organització i adreça de la primera recerca antropològica d'una comunitat aymara (Irpa Chico) amb auspici de CEPAL (1962).
- Registre de etnomúsica i danses mitjançant l'organització de festivals “in situ” i assistència a les festes tradicionals (521 danses folklòriques).
- Preparació del Calendari Folklòric Nacional, per enquesta pública (encara inèdit en l'Institut Nacional d'Antropologia).
- Recerca i registre de festes tradicionals bolivianes, per acord amb la càtedra de Folklore del Cuzco.
- Determinació per anàlisi etnomusicólogo, dels Cancioners Folklòrics Bolivians (Mapa de cancioners i determinació de característiques).
- Recerca de etnomedicina i medicina Folk. (contracte amb recursos humanitaris de USAID).
- Recerca d'instruments musicals prehispánicos (el capítol de aerófonos va ser publicat a Lima).
- Recerca de sistemes alimentaris al país, des dels primers poblaments (arqueobotánica, etnobotánica, arxivística, bibliogràfica i de recerca de camp). Treball en actual elaboració.

### Institucions, organismes i programes culturals creats per Julia Elena Fortún
- Creació del Kindergarten Musical en l'Acadèmia de Música de la Societat Filharmònica de Sucre (1949).
- Creació de la Càtedra d'“Iniciació Musical” amb el mètode ampliat de Rítmica D'Alcroze (Escola Nacional de Mestres), 1949.
- Creació de la primera orquestra infantil, per a nens de 4 a 10 anys, iniciats en la lectura musical amb el mètode de rítmica.
- Conjuntament amb els investigadors Dr. José Felipe Costas Arguedas i Víctor Varas Reyes, fundació de la Societat Boliviana de Folklore, 1949.
- Introducció de titelles com a mitjà auxiliar d'ensenyament a les classes pràctiques de les seccions Kinder i Musical de l'Escola Nacional de Mestres de Sucre, 1950.
- Fundació de la revista musical “Harmonia” a l'Escola Nacional de Mestres.
- Creació de “Jocs Musicals” i “Contes Musicals per al Teatre Infantil” (aplicats a Bolívia, Argentina i Xile).
- Creació del Departament del Folklore en el Min. d'Educació (1954), ampliat el 1956 com a Departament d'Arqueologia, Etnografia i Folklore el 1962 com a Direcció nacional d'Antropologia, després, el 1975, com a Institut Nacional d'Antropologia.
- Organització de la Primera Exposició Nacional de Vestits Típics en ninots a escala, elaborats pel Magisteri Tècnic Nacional de tot el país, La Pau, 1955.
- Creació del Comitè d'Investigadors Adscrits al Departament de Folklore (42 membres actius a la ciutat de la Pau i 212 corresponents a l'interior del país), 1960.
- Fundació i Presidència de la Societat Boliviana d'Antropologia, 1961.
- Creació de Cursos de Temporada de Cultura Boliviana, que van comptar amb la participació de catedràtics nacionals i estrangers d'alt nivell, i alumnes becaris de les repúbliques de Perú, Brasil, Argentina i Uruguai.
- Establiment el 1962 de les primeres exposicions – vendes d'art popular a la ciutat de la Pau (amb demostracions pràctiques de tècniques tradicionals).
- Fundació del Museu Nacional d'Art Popular (avui Museu Nacional d'Etnografia i Folklore), 1962.
- Fundació del Mercat Artesanal a la ciutat de la Pau, en predio cedit per la h. Alcaldia Municipal.
- Fundació de l'Institut Nacional d'Estudis Lingüístics (INEL), 1964.
- Fundació de l'Escola Nacional de Folklore per iniciar a nens i joves en la recerca folklòrica i en la interpretació d'instruments musicals tradicionals en vies de desaparició.
- Creació de 55 Cases de Cultura camperoles i mineres, aplicant la política intercultural.
- Nova estructuració del Banc del Llibre, amb igual finalitat. Fundació de 68 filials en comunitats marginals, establint cursos d'entrenament per a promotors, amb auspici de l'OEA.
- Creació del Ballet Folklòric Nacional.
- Creació del Taller de Teatre (per preparar instructors), del Taller de Teatre Infantil, del Teatre Col·lectiu (en idiomes natius) i del Taller de Titelles.
- Organització del “Tren Cultural” a zones mineres, portant obres de connotats artistes, instructors d'arts plàstiques, biblioteques i altres programes culturals.
- Organització de “Missions Culturals” a fàbriques i col·legis suburbans (Orquestra de cambra, Ballet i exposicions pictòriques d'artistes nacionals).
- Programes de “Creuers Culturals” a fronteres, pobles i llogarets rurals.
- Organització de delegacions oficials a Festivals Llatinoamericans de Folklore, amb la intervenció de Clubs Camperols que van obtenir primers premis.
- Formulació de la “Política de Desenvolupament Artesanal”. La classificació i definicions va ser adoptada en la reunió d'especialistes convocada per la CAF (Lima, 1974) i inclosa en la Carta de les Artesanies (Mèxic, 1975, afavorida per l'OEA).
- Continu assessorament a sectors artesanals. Establiment del sistema de cursets pràctics de tècnics d'art popular en diverses especialitats: esmaltat i repujat en coure, corioplastía, muñequería folklòrica, biscuit, ceràmica, etc., sistema avui aplicat per diverses institucions.
- En 1963, amb l'auspici de l'Ambaixada dels Estats Units i amb dissenyadors de la Piñata Party de Nova York, es va iniciar el primer projecte d'aplicació de materials i tècniques artesanals a la vestimenta contemporània amb finalitats d'exportació, criteri que després va tenir valuosos continuadors.
- Creació del Dret de Recol·lector per a la preservació de la cultura tradicional (D.S. Nº 08396, avui incorporat al Projecte de Llei del Patrimoni Cultural).
- A partir de 1965 va iniciar la campanya Internacional de Protecció del Folklore: Denúncia oficial en la Reunió de Caracas (OEA, 1965); En la Reunió Internacional de Música Folklòrica (Kingston, 1969); Al Congrés Mundial d'Antropologia (Chicago, 1971), “Sociologia del Folklore”; Al Congrés de l'Home Andí (Antofagasta, 1973); i) Elaboració del Memoràndum presentat per Bolívia al Secretari General d'UNESCO demanant la revisió de la Convenció de Ginebra per incloure la protecció del folklore, document que va servir perquè aquell organisme inclogués el folklore en la Llei Tipus de Dret d'Autor per als països en processos de desenvolupament.
- Presidenta del Panell i redactora del treballo “Protecció de les Arts Populars” en la Conferència Continental de Dret d'Autor (que va aconseguir l'aprovació de tots els països, amb l'abstenció de l'Argentina).
- Elaboració de l'aplicació del Pre-test d'Habitatge Camperola “Com desitjaria viure” i de l'Escola sobre Borses de Salut per al sector camperol (Vicepresidència de la República, 1986).
- Elaboració del Pla Integrat de Desenvolupament Rural (home-terra-hàbitat) i del projecte de tecnificació del camperol a nivell mitjà (educació-salut-treballo).
- Organització i participació directa en la Comissió Redactora del Projecte de Llei del Medi ambient i Recursos Naturals. Responsabilitat personal: Cap. X, Educació Ambiental (projecte que es troba al Parlament). La reglamentació de la citada Llei va ser presa com a model pel PNUMA a Mèxic.
- Elaboració del Projecte de Llei del Patrimoni Cultural, amb la participació d'especialistes d'àrea (projecte que serà presentat a l'H. Congrés Nacional).
- Recerca etnohistórica i elaboració del projecte de Reeducació Alimentària, com a únic camí contra la malnutrició a Bolívia, treball realitzat per als Ministeris d'Educació i Cultura, d'Assumptes Camperols i Agropecuaris, de Previsió Social i Salut Pública i de Planejament i Coordinació.